# 最后一案
《最後一案》（英語：The Adventure of the Final Problem）是阿瑟·柯南·道爾所著福爾摩斯探案的56個短篇故事之一，收錄於《福爾摩斯回憶錄》。此案敘述福爾摩斯跟死敵莫里亞蒂教授的較量，最後兩人雙雙墜入萊辛巴赫瀑布（Reichenbach Falls）作結束。

## 故事概要

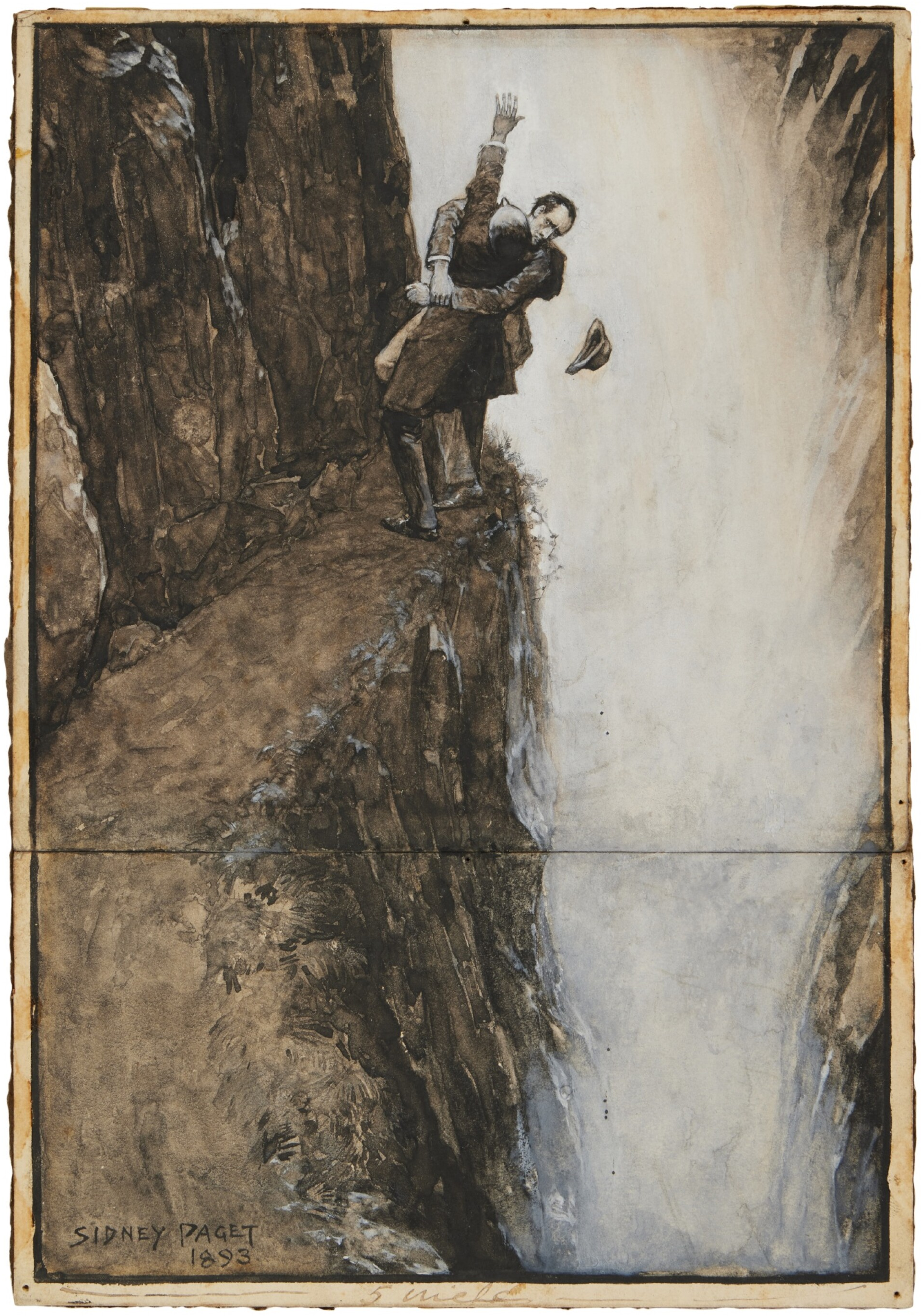
福爾摩斯和莫里亞蒂在懸崖旁搏鬥

大偵探夏洛克·福爾摩斯正全力揭破英國犯罪集團頭目詹姆斯·莫里亞蒂教授的真面目，企圖將犯罪集團一網打盡。可是莫里亞蒂感受到威脅，企圖要暗殺福爾摩斯，於是福爾摩斯便與夥伴華生醫生一同逃到歐洲去躲避。三天之內蘇格蘭警場已破獲了整個集團，但還是讓狡猾的莫里亞蒂跑了，並來到歐洲一路追蹤福爾摩斯要找他復仇。在瑞士的萊辛巴赫瀑布，莫里亞蒂用計支開華生，在懸崖邊上福爾摩斯被迫與之對決，最終兩人在搏鬥中雙雙落下懸崖。等華生趕到時只發現福爾摩斯留下的遺書。

## 創作背景及反響
因為作者柯南·道爾認為福爾摩斯佔據了他大部份想像力，所以決心了結他。早在1891年11月，柯南就已在寫給母親的信中說：「我考慮殺掉福爾摩斯......把他幹掉，一了百了。他占據我太多的時間。」
在此書發表後，福爾摩斯身亡的結局讓不少讀者感到不滿，有超過兩萬人取消訂閱連載故事的《岸邊雜誌》。迫於公眾壓力，柯南又於1903年出版了《空屋》，讓福爾摩斯再度回歸。

## 改編作品
- 第二季第三集《萊辛巴赫瀑布》[3]
- 《福爾摩斯2：詭影遊戲》[4]
- 《憂國的莫里亞蒂》漫畫第48-56話《最後的事件》